# Izjaslav (Karha)
Izjaslav (světským jménem: Jurij Anatolijovyč Karha; * 31. července 1949, Kyjev) je ukrajinský duchovní Pravoslavné církve Ukrajiny, arcibiskup makarivský a vikář kyjevské eparchie.

## Život
Narodil se 31. července 1949 v Kyjevě.
Studoval na průmyslové škole č. 49 a pracoval v průmyslovém závodu. Poté absolvoval povinnou vojenskou službu a roku 1973 začal studovat na Kyjevské univerzitě. Zanedlouho opustil školu a pokračoval v práci. Roku 1978 se oženil. Narodila se mu dcera Zlatoslava a Julia. Roku 1985 se rozvedl.
Rozhodl se studovat na fakultě akustiky Kyjevského polytechnického institutu. O několik let později se rozhodl pro zasvěcený život. Roku 1992 byl v chrámu svatého Jana Bohoslova na území Michajlovského monastýru metropolitou Antonijem (Masendyčem) postřižen na monacha. Stal se členem Ukrajinské pravoslavné církve Kyjevského patriarchátu. Dne 1. srpna 1992 přijal z rukou metropolity Filareta (Denysenka) svěcení na diákona a 15. listopadu na jeromonacha. Byl poslán do služby ve Vydubyckém monastýru. Dne 31. prosince 1993 byl jmenován představeným Feodosijevského monastýru. Následující rok dokončil Kyjevský duchovní seminář a roku 2006 Kyjevskou pravoslavnou duchovní akademii.
Dne 11. září 1994 přijal biskupskou chirotonii na biskupa nikopolského a vikáře dnipropetrovské eparchie. Světiteli byli patriarcha kyjevský Volodymyr, metropolita Filaret (Denysenko), biskup Olexandr (Rešetňak), biskup Nestor (Kuliš) a biskup Danyjil (Čokaljuk). Od roku 1995 působil jako biskup doněcký a luhanský a od 16. července 1996 jako biskup žytomyrský a ovručský. Dne 9. prosince 2002 byl povýšen na arcibiskupa.
Dne 13. května 2017 byl převeden do funkce arcibiskupa makarivského a vikáře kyjevské eparchie.
Dne 15. prosince 2018 vstoupil na Sjednocujícím sněmu ukrajinských pravoslavných církví do jurisdikce Pravoslavné církve Ukrajiny.